# Maven
Maven es una herramienta de software para la gestión y construcción de proyectos Java creada por Jason van Zyl, de Sonatype, en 2002. Es similar en funcionalidad a Apache Ant (y en menor medida a PEAR de PHP y CPAN de Perl), pero tiene un modelo de configuración de construcción más simple, basado en un formato XML. Estuvo integrado inicialmente dentro del proyecto Jakarta pero ahora ya es un proyecto de nivel superior de la Apache Software Foundation.
Maven utiliza un Project Object Model (POM) para describir el proyecto de software a construir, sus dependencias de otros módulos y componentes externos, y el orden de construcción de los elementos. Viene con objetivos predefinidos para realizar ciertas tareas claramente definidas, como la compilación del código y su empaquetado.
Una característica clave de Maven es que está listo para usar en red. El motor incluido en su núcleo puede dinámicamente descargar plugins de un repositorio, el mismo repositorio que provee acceso a muchas versiones de diferentes proyectos Open Source en Java, de Apache y otras organizaciones y desarrolladores. Este repositorio y su sucesor reorganizado, el repositorio Maven 2, pugnan por ser el mecanismo de facto de distribución de aplicaciones en Java, pero su adopción ha sido muy lenta. Maven provee soporte no solo para obtener archivos de su repositorio, sino también para subir artefactos al repositorio al final de la construcción de la aplicación, dejándola al acceso de todos los usuarios. Una caché local de artefactos actúa como la primera fuente para sincronizar la salida de los proyectos a un sistema local.
Maven está construido usando una arquitectura basada en plugins que permite que utilice cualquier aplicación controlable a través de la entrada estándar. En teoría, esto podría permitir a cualquiera escribir plugins para su interfaz con herramientas como compiladores, herramientas de pruebas unitarias, etcétera, para cualquier otro lenguaje. En realidad, el soporte y uso de lenguajes distintos de Java es mínimo. Actualmente existe un plugin para .Net Framework y es mantenido, y un plugin nativo para C/C++ fue alguna vez mantenido por Maven 1.

## Teoría

### Convención sobre configuración
La filosofía general de Maven es la estandarización de las construcciones generadas por seguir el principio de Convención sobre Configuración, a fin de utilizar modelos existentes en la producción de software. Esta estrategia necesariamente restringe ampliamente la variabilidad, lo que se refleja en la exhortación de Maven a adherirse a su modelo de proyecto. Mientras que Maven es adecuado para nuevos proyectos, los proyectos complejos ya existentes pueden ser simplemente no adaptables para que utilicen Maven. La falta de restricciones de la convención de capas del proyecto fue hecha de alguna manera más configurable con el lanzamiento de Maven 2.

### Reutilización
Maven está construido alrededor de la idea de reutilización, y más específicamente, a la reutilización de la lógica de construcción. Como los proyectos generalmente se construyen en patrones similares, una elección lógica podría ser reutilizar los procesos de construcción. La principal idea es no reutilizar el código o funcionalidad (como Apache Ant), sino simplemente cambiar la configuración o también código escrito. Esa es la principal diferencia entre Apache Ant y Apache Maven: el primero es una librería de utilidades y funciones buenas y útiles, mientras que la otra es un framework configurable y altamente extensible.
Aunque Maven es configurable, históricamente el proyecto Maven ha enfatizado seriamente que los usuarios deben adherirse a su concepto de un modelo de proyecto estándar tanto como sea posible.

### Ciclo de vida
Las partes del ciclo de vida principal del proyecto Maven son:
1. compile: Genera los ficheros .class compilando los fuentes .java
2. test: Ejecuta los test automáticos de JUnit existentes, abortando el proceso si alguno de ellos falla.
3. package: Genera el fichero .jar con los .class compilados
4. install: Copia el fichero .jar a un directorio de nuestro ordenador donde maven deja todos los .jar. De esta forma esos .jar pueden utilizarse en otros proyectos maven en el mismo ordenador.
5. deploy: Copia el fichero .jar a un servidor remoto, poniéndolo disponible para cualquier proyecto maven con acceso a ese servidor remoto.

Cuando se ejecuta cualquiera de los comandos maven, por ejemplo, si ejecutamos mvn install, maven irá verificando todas las fases del ciclo de vida desde la primera hasta la del comando, ejecutando solo aquellas que no se hayan ejecutado previamente.
También existen algunas metas que están fuera del ciclo de vida que pueden ser llamadas, pero Maven asume que estas metas no son parte del ciclo de vida por defecto (no tienen que ser siempre realizadas). Estas metas son:
1. clean: Elimina todos los .class y .jar generados. Después de este comando se puede comenzar un compilado desde cero.
2. assembly: Genera un fichero .zip con todo lo necesario para instalar nuestro programa java. Se debe configurar previamente en un fichero xml qué se debe incluir en ese zip.
3. site: Genera un sitio web con la información de nuestro proyecto. Dicha información debe escribirse en el fichero pom.xml y ficheros .apt separados.
4. site-deploy: Sube el sitio web al servidor que hayamos configurado.
5. etc.

Pero estas metas pueden ser añadidas al ciclo de vida a través del Project Object Model (POM).

### El POM
- Introduction Archivado el 18 de julio de 2011 en Wayback Machine.
- Simple examples and Super POM
- Schema
- Schema explanation
- POM Reference

### Integración con IDE
Maven sustituye el entorno integrado de desarrollo (IDE por sus siglas en inglés), por tanto la integración con diferentes IDEs es muy importante. Existen plugins de Maven para crear archivos de configuración del IDE a partir de los POMs. Actualmente se soportan:
- Eclipse
- Netbeans
- IntelliJ IDEA
- JDeveloper 11G (11.1.1.3)

### Assembly descriptor
- Assembly descriptor

## Ejemplos
Los proyectos en Maven son creados con una línea de comandos del siguiente tipo:
```
mvn
 
archetype:generate
 
-DgroupId
=
"com.some.company"
 
-DartifactId
=
"some-project"
 
-Dversion
=
"0.0.1"

```

Maven puede crear un descriptor de proyecto para Eclipse con el siguiente comando:
```
mvn
 
eclipse:eclipse

```

## Maven 1 y Maven 2
En la versión 1, basándose en un fichero de configuración en XML (project.xml) y una serie de extensiones (plugins), esta herramienta puede compilar el proyecto Java, ejecutar las pruebas unitarias, generar paquetes (jars, wars, ears o distribuciones en zip) y generar una serie de informes.
La versión 2 usa también un fichero de configuración en XML llamado pom.xml (Project Object Model). Su funcionalidad es parecida a Apache Ant, de manera que permite compilar, ejecutar pruebas o realizar distribuciones, pero con la diferencia de que trata de forma automática las dependencias del proyecto que gestiona.

## Plugins disponibles
Existen plugins oficiales creados por maven y hay también plugins de terceros, como los disponibles en freehep. Algunos de ellos son:
- jar
- war
- ear
- JUnit
- Distribution: permite meter en un fichero zip todos los archivos del proyecto
- PDF: genera la documentación del proyecto en PDF
- Checkstyle: control de convenciones de codificación Java
- PMD: verificación de reglas de codificación

## Reports
- Javadoc
- Fuentes en formato web
- Métrica (Informática)
- Resultados de los tests (en JUnit)
- Resultados del checkstyle
- Resultados del PMD
- Tareas pendientes
- Cambios entre versiones
- StatCVS: genera todo tipo de estadísticas a partir de la información extraída del CVS

Para la mejor gestión de Maven se puede utilizar Mevenide, que tiene plugins para Eclipse, NetBeans y JBuilder.